# Birgitta Valberg
Birgitta Valberg (16. december 1916 – 29. marts 2014) var en svensk skuespillerinde.

## Udvalgt filmografi
- Unge hjerter (1934)
- Melodien fra den gamle by (1939, ukrediteret)
- I paradis (1941)
- En læges ansvar (1942)
- Landmandsliv (1943)
- Havnebyens fristelser (1948)
- Fraskilt (1951)
- Taxi 13 (1954)
- Sommernattens smil (1955)
- Skør efter noder (1956)
- Frøken April (1958)
- Jomfrukilden (1960)
- Elskovsfeber (1962, ukrediteret)
- Er svenskerne sådan (1964)
- Jomfrutro og dobbeltmoral (1965)
- Prinsessen (1966)
- Skammen (1968)
- Som nat og dag (1969)
- Mellem to mænd (1970)
- Emil fra Lønneberg (1971, kun stemme)
- Manden på taget (1976)
- Paradishuset (1977)
- Peter og Petra (1989)
- Storstad (tv-serie, 1990-1991)
- Søndagsbarn (1992)